# Бајонет
Бајонет (фр. baïonnette) је нож или бодеж који се закачи на цев пушке. Добио је назив по француском граду Бајон. Закачен на пушку служи уместо старинског копља, а може да послужи и као обичан нож.
Бајонете су први пут употребили у XVII веку сељаци у француском граду Бајону који су на своје ручно рађене пушке стављали ножеве, којима су се служили као копљима када им понестане муниције.

## Историја
Сам термин бајонет датира од средине до краја 16. века, али није јасно да ли су бајонети у то време били ножеви који су се могли причврстити на крајеве ватреног оружја или једноставно врста ножа. На пример, Котгрејвов Речник из 1611 описује бајонет као „неку врсту малог равног џепног бодежа, опремљеног ножевима; или велики нож који се може окачити о појас”. Исто тако, Пјер Борел је 1655. године написао да је у Бајону направљена врста дугог ножа названог бајонет, али не даје никакав даљи опис.

### Утични (чепни) бајонети
Први забележени пример бајонета налази се у кинеској војној расправи, 兵录 објављеној 1606. Био је у облику 子母鳥銃 (пушка син и мајка), мускете са затварачем која је била издата са отприлике 57,6 cm (22,7 in) дугим чепним бајонетом, што јој даје укупну дужину од 1,92 m (6 ft 4 in) са причвршћеним бајонетом. Означен је као „пушчана оштрица“ (традиционални кинески: 銃刀; поједностављени кинески: 铳刀) при чему је описан као „кратки мач који се може уметнути у цев и причврстити лаганим увртањем“ да би се користио „када су у борби исцрпљени и барут и меци, као и када се боре против разбојника, када се снаге узимају учешћа у борби прса у прса, или када наиђу на заседу“ и ако „не може напунити пушка у времену које је потребно да се покрије пар метара земље, потребно је да се причврсти бајонет и држи као копље“.
Рани бајонети су били типа „чеп”, где је бајонет бивао уметнут директно у цев мускете. Ово је омогућавало да се лака пешадија претвори у тешку пешадију и задржи коњичке нападе. Бајонет је имао округлу дршку која је клизила директно у цев мускете. Ово је природно спречавало пуцање из оружја. Први познати помен употребе бајонета у европском ратовању налази се у мемоарима Жака де Шастена, Виконта де Пуисегура. Он је описао Французе који су користили примитивне бајонете од 1 ft (0,30 m) током Тридесетогодишњег рата (1618–1648). Међутим, тек 1671. године генерал Жан Мартин је стандардизовао и издао чепне бајонете француском пуку стрелаца који је тада формиран. Они су издати делу енглеског драгунског пука формираног 1672. и Краљевским фузилијерима када су формирани 1685.

### Насадни бајонети
Највећи проблем са утичним бајонетима био је тај што су онемогућавали испаљивање мускете када су били причвршћени, што је од војника захтевало да сачекају до последњег могућег тренутка пре борбе прса у прса да поставе бајонет. Пораз снага лојалних Вилијаму Оранском од стране Јакобитских горштака у бици код Киликренкија 1689. је био последица (између осталог) употребе утичних бајонета. Горштаци су се приближили на 50 метара, испалили један плотун, одбацили мускете и употребом секира и мачева брзо су савладали лојалисте пре него што они су стигли да поставе бајонете. Убрзо након тога, верује се да је поражени вођа, Хју Мекеј, увео насадни бајонет сопственог изума. Ускоро су бајонети са „насадником“ укључивали носаче и померено сечиво које је стајало око цеви мускете, што је омогућавало да се мускета испаљује и поново пуни док је бајонет причвршћен.
Неуспешна проба утичних или цик-цак бајонета изведена је након Битке код Флерија 1690. године, у присуству краља Луја XIV, који је одбио да их усвоји, јер су имали тенденцију да падну са мускете. Убрзо након Рисвичког мира (1697), Енглези и Немци су укинули копље и увели бајонете са утичницом. Британски утични бајонет имао је шиљак троугластог попречног пресека, а не равну оштрицу, са равном страном према устима цеви и двема назубљеним странама до дужине од 15 in (38 cm). Није имао браву да га држи чврсто за цев, и добро је документовано да је отпадао у жару битке.

### Сабљасти бајонети
Деветнаести век је увео концепт сабљастог бајонета, оружја са дугом оштрицом са једном или две оштрице која се такође могло користити као кратки мач. Његова првобитна сврха била је да обезбеди да стрелци могу правилно да формирају пешадијски квадрат како би се одбранили од напада коњице када су у редовима са мускетарима, чије је оружје било дуже. Најбољи рани пример пушке са сабљастим бајонетом је Британска пешадијска пушка из 1800–1840, касније позната као „Бејкерова пушка“. Дршка је обично имала заштитнике модификоване тако да су прилагођени цеви пушке и механизам дршке који је омогућавао да се бајонет причврсти за бајонетну ушицу. Сабљасти бајонет се могао користити у борби као секундарно оружје. Када се причврсти за мускету или пушку, ефективно је претварао скоро сваку дугу пушку у копље или глејв, погодно не само за убадање већ и за резање.
Док је британска војска на крају одбацила сабљасти бајонет, бајонет са утичницом је преживео увођење изолучене мускете у британску службу 1854. Нова мускета је копирала француски систем прстенова за закључавање. Нови бајонет је доказао своју вредност у Бици код Алме и Бици код Инкермана током Кримског рата, где су Царској руској армији нанети знатни губици њиме.
Од 1869. године, неке европске нације почеле су да развијају нове пушке са затварачем (као што је Шаспо) и сабљасте бајонете погодне за масовну производњу и употребу од стране полиције, пионира и инжењерских трупа. Одлуку да се бајонет преради у кратки мач неки су сматрали признањем опадања значаја фиксног бајонета као оружја суоченом са новим напретком у технологији ватреног оружја. Како су написале британске новине, „комитет је, када је препоручио овај нови бајонет са мачем, имао у виду чињеницу да ће се бајонети од сада ређе него у ранијим временима користити као оружје за напад и одбрану; они су стога желели да га замене инструментом опште корисности."

### Вишенаменски бајонети
Један од ових вишенаменских дизајна био је бајонет 'тестера', који је инкорпорирао зупце тестере на хрбат сечива. Бајонет са леђном тестером је био намењен за употребу као алат опште намене и као оружје; зуби су били намењени да олакшају сечу дрвета за разне одбрамбене радове као што су стубови од бодљикаве жице, као и за касапљење стоке. У почетку су га усвојиле немачке државе 1865. године; до средине Првог светског рата отприлике 5% сваког стила бајонета је допуњено верзијом са тестером, на пример у Белгији 1868, Великој Британији 1869. и Швајцарској 1878. (Швајцарска је свој последњи модел представила 1914. године). Оригинални бајонети са тестером су типично били типа тешких мачева, издавани су инжењерима, при чему је у извесној мери аспект бајонета био секундаран у односу на аспект „алата“. Касније немачке тестере су биле више показатељ ранга него функционална тестера. Овакве тестере су се показале релативно неефикасним као алат за сечење, и убрзо су застареле због побољшања војне логистике и транспорта; већина нација је одустала од ове функције до 1900. године. Немачка војска је 1917. године прекинула употребу бајонета са тестером након протеста да је назубљено сечиво изазвало непотребно тешке ране када се користи као фиксни бајонет.
Мистрија или ашов је био још један вишенаменски дизајн, намењен за употребу и као офанзивно оружје и као алат за копање за ископавање ровова. Од 1870. године, америчка војска је издавала овакве бајонете пешадијским пуковима на основу дизајна потпуковника Едмунда Рајса, официра америчке војске и ветерана грађанског рата, које је производила оружарница у Спрингфилду. Осим што је употребљив и као фиксни бајонет и као алат за копање, Рајсов бајонет се могао користи за малтерисање колиба од брвана и камених димњака за зимске одаје; наоштрен на једној ивици, могао је да сече стубове и колчеве за шаторе. Десет хиљада је на крају издато, а дизајн је употребљен током Рата Пробушених Носева 1877. године. Рајс је 1877. добио дозволу да демонстрира свој бајонет за неколико нација у Европи. Један пешадијски официр га је препоручио уз искључење свих других дизајна, напомињући да „оруђе за укопавање војске ретко излази на фронт док не прође потреба за њиховом употребом.“ Рајсов бајонет је проглашен застарелим од стране америчке војске у децембру 1881.